# جويل كاريكزي
جويل كاريكزي (مواليد 12 ديسمبر 1985) (بالإنجليزية: Joël Karekezi)‏ كاتب سيناريو ومنتج ومخرج أفلام رواندي. فاز فيلمه القصير (The Pardon)، حول المصالحة بعد الإبادة الجماعية في رواندا سنة 1994 ضد التوتسي، بجائزة الإمبالا الذهبية في مهرجان أماكولا (Amakula) السينمائي في أوغندا. تم عمل نسخة روائية في عام 2011، وعرضت في مهرجان غوتبورغ السينمائي الدولي، ولاحقًا في مهرجانات سينمائية دولية أخرى بما في ذلك مهرجان سياتل السينمائي الدولي سنة 2013، ومهرجان شيكاغو السينمائي الدولي والمهرجان الأفريقي للسينما والتلفزيون في واغادوغو.

## مسيرته
وُلد كاريكزي في روبافو برواندا. توفي والده أثناء الإبادة الجماعية، وبعد هذا الحادث لجأ إلى الكونغو، حيث وجد أحد أبناء عمومته. تعلم كتابة السيناريو في (Maisha Film Lab) في عام 2009؛ وهو حاصل على دبلوم في الإخراج السينمائي من مدرسة السينما الكندية على الإنترنت (CineCours).

## قائمة أفلامه
- 2009: The Pardon
- 2013: Imbabazi: The Pardon
- 2018: رحمة الغابة

## روابط خارجية
- جويل كاريكزي على موقع IMDb (الإنجليزية)
- جويل كاريكزي على موقع روتن توميتوز (الإنجليزية)
- جويل كاريكزي على موقع ألو سيني (الفرنسية)
- جويل كاريكزي على موقع قاعدة بيانات الفيلم (الإنجليزية)
- جويل كاريكزي على موقع ليتربوكسد (الإنجليزية)
- جويل كاريكزي على موقع كينوبويسك (الروسية)